# Krzysztof Kiercz
Krzysztof Kiercz (ur. 16 lutego 1989 w Kielcach) – polski piłkarz występujący na pozycji obrońcy w drugiej drużynie Korony Kielce.

## Kariera piłkarska
Kiercz jest wychowankiem Korony Kielce i do jej pierwszego składu został włączony w 2009 roku. Na sezon 2010/2011 I ligi został wypożyczony do Termaliki Bruk-Bet Niecieczy, w barwach której rozegrał trzy spotkania, z czego jedno w ramach Pucharu Polski. W sierpniu 2010 roku doznał pęknięcia kości strzałkowej. Początkowe diagnozy zakładały miesiąc przerwy w grze, jednakże ostatecznie Kiercz wypadł ze składu na całą rundę. Przed startem rundy wiosennej był obecny na testach w drugoligowej Wiśle Płock, w barwach której zagrał w sparingu. Ostatecznie Kiercz znalazł się na półrocznym wypożyczeniu w trzecioligowej Wiernej Małogoszcz, gdzie wystąpił w trzynastu spotkaniach i zdobył dwie bramki.
Na sezon 2011/2012 powrócił do Korony Kielce, gdzie przebił się do pierwszej jedenastki i jesienią zagrał ostatecznie w siedmiu spotkaniach Ekstraklasy oraz jednym Pucharu Polski. Ponadto w wyjazdowym meczu z Podbeskidziem Bielsko-Biała strzelił swoją pierwszą bramkę na boiskach Ekstraklasy, ustawiając wynik spotkania na 1:0 w 32. minucie. Wiosną z kolei znalazł się poza składem i występował tylko w drużynie Młodej Ekstraklasy. W kolejnych rozgrywkach Kiercz wystąpił jesienią tylko w czterech meczach najwyższej klasy rozgrywkowej i dwóch Pucharu Polski. W marcu 2013 roku zerwał więzadła krzyżowe w kolanie i przez następne osiem miesięcy przechodził rehabilitację. Do treningów z pierwszą drużyną powrócił dopiero w 2014 roku i podczas obozu przygotowawczego w Hiszpanii odnowił mu się uraz kolana. Po kolejnej żmudnej rehabilitacji, do treningów z Koroną wrócił rok później i zagrał w jednym spotkaniu sezonu 2014/2015 Ekstraklasy z Górnikiem Łęczna, wchodząc na boisko z ławki w 88. minucie. Poza tym zaliczył szesnaście występów w trzecioligowych rezerwach.
W rundzie jesiennej sezonu 2015/2016 wystąpił łącznie w czterech meczach Ekstraklasy, z czego w trzech spędził na murawie pełne 90. minut. Ponadto zagrał w spotkaniu z Wdą Świecie w ramach Pucharu Polski, pełniąc funkcję kapitana drużyny. 28 grudnia 2015 Korona potwierdziła, iż wygasająca z końcem roku umowa nie zostanie z nim przedłużona.
29 marca 2016 podpisał półroczny kontrakt na grę w trzecioligowej Odrze Opole. W barwach nowego klubu wystąpił w siedmiu spotkaniach, zdobył dwie bramki i wywalczył awans do II ligi. Po zakończeniu rozgrywek Odra podjęła decyzję o nieprzedłużaniu wygasającej umowy.
15 lipca 2016 podpisał umowę z beniaminkiem I ligi Stalą Mielec. W barwach mieleckiego klubu Kiercz rozegrał łącznie trzy sezony, odchodząc 30 maja 2019 roku.
6 września 2019 został zawodnikiem drugoligowej Stali Stalowa Wola.

## Statystyki
Stan na 19 czerwca 2021:
| Klub                                | Sezon              | Liga               | Liga  | Liga   | Puchar Polski | Puchar Polski | Łącznie | Łącznie |
| Klub                                | Sezon              | Liga               | Mecze | Bramki | Mecze         | Bramki        | Mecze   | Bramki  |
| ----------------------------------- | ------------------ | ------------------ | ----- | ------ | ------------- | ------------- | ------- | ------- |
| Termalica Bruk-Bet Nieciecza (wyp.) | 2010/2011 (j)      | I liga             | 2     | 0      | 1             | 0             | 3       | 0       |
| Wierna Małogoszcz (wyp.)            | 2010/2011 (w)      | III liga           | 13    | 2      | 0             | 0             | 13      | 2       |
| Korona Kielce                       | 2011/2012          | Ekstraklasa        | 7     | 1      | 1             | 0             | 8       | 1       |
| Korona Kielce                       | 2012/2013          | Ekstraklasa        | 4     | 0      | 2             | 0             | 6       | 0       |
| Korona Kielce                       | 2013/2014          | Ekstraklasa        | 0     | 0      | 0             | 0             | 0       | 0       |
| Korona Kielce                       | 2014/2015          | Ekstraklasa        | 1     | 0      | 0             | 0             | 1       | 0       |
| Korona Kielce                       | 2015/2016 (j)      | Ekstraklasa        | 4     | 0      | 1             | 0             | 5       | 0       |
| Odra Opole                          | 2015/2016 (w)      | III liga           | 7     | 2      | 0             | 0             | 7       | 2       |
| Stal Mielec                         | 2016/2017          | I liga             | 30    | 1      | 1             | 0             | 31      | 1       |
| Stal Mielec                         | 2017/2018          | I liga             | 33    | 1      | 2             | 0             | 35      | 1       |
| Stal Mielec                         | 2018/2019          | I liga             | 3     | 0      | 1             | 0             | 4       | 0       |
| Stal Stalowa Wola                   | 2019/2020          | II liga            | 24    | 1      | 3             | 1             | 27      | 2       |
| Broń Radom                          | 2020/2021          | III liga           | 20    | 1      | 0             | 0             | 20      | 1       |
| Łącznie                             | Ogólnie w karierze | Ogólnie w karierze | 148   | 9      | 12            | 1             | 160     | 10      |